# مقاطعة البادية الجنوبية
مقاطعة البادية الجنوبية هي مقاطعة عراقية مساحتها 2876800 دونم عراقي في غرب قضاء الزبير وشمال غرب سفوان بمحافظة البصرة بصحراء الدبدبة بالبادية العراقية جنوب العراق. حتى سنة 2017 كان فيها 66400 ألف دونم صالح للزراعة.

## مناطقها
- صليلي
- الحيصامة
- جابدة

## معالمها
- حقل اللحيس النفطي.[4]